# Tulsi Ramsay
Tulsi Ramsay (né le 29 juillet 1944 et mort le 13 décembre 2018) est un réalisateur indien. Fils de F. U. Ramsay, il est l'un des sept frères Ramsay (en).
Tulsi Ramsay réalise plusieurs films d'horreur au cours des années 1980 et 1990, tels Hotel (en), Purana Mandir, Tahkhana, Veerana et Bandh Darwaza. Il est également le réalisateur de la série télévisée Zee Horror Show (1993). Il dirige la compagnie de production Tulsi Ramsay Production d'Andheri.
Ramsay meurt le 14 décembre 2018 dans un hôpital de Bombay après s'être plaint de douleurs à la poitrine.

## Filmographie

### Réalisateur
- 1967 : Penanggalan
- 1971 : Nakuli Shaan
- 1972 : Do Gaz Zameen Ke Neeche
- 1975 : Andhera
- 1978 : Darwaza
- 1979 : Aur Kaun?
- 1980 : Guest House
- 1980 : Saboot
- 1981 : Dahshat
- 1981 : Sannata
- 1981 : Hotel
- 1981 : Ghungroo Ki Awaaz
- 1984 : Purana Mandir
- 1985 : Saamri
- 1985 : Telephone
- 1986 : Tahkhana
- 1988 : Veerana
- 1989 : Purani Haveli
- 1990 : Bandh Darwaza
- 1991 : Ajooba Kudrat Ka
- 1991 : Inspector Dhanush
- 1991 : Police Mathu Dada
- 1993 : Mahakaal
- 1993 : Zee Horror Show

### Producteur
- 1985 : 3D Saamri
- 1986 : Tahkhana
- 1990 : Bandh Darwaza
- 2006 : Aatma

### Chef décorateur
- 1984 : Purana Mandir
- 1989 : Na-Insaafi
- 1990 : Bandh Darwaza

### Scénariste
- 1991 : Inspector Dhanush